# Ucraina ottomana

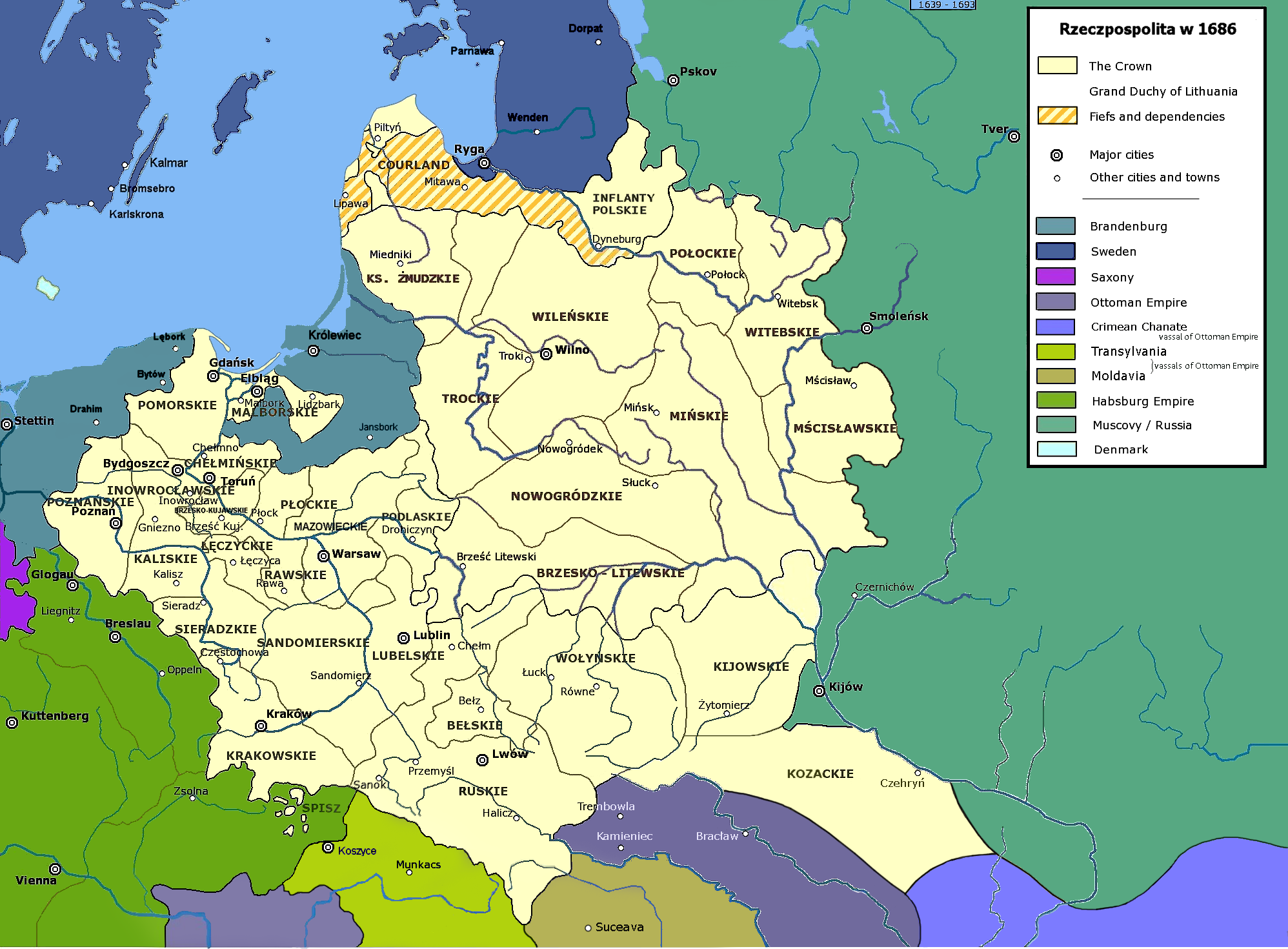
Mappa del 1686 della Confederazione polacco-lituana durante la guerra della Lega Santa. A sud-est della Confederazione si trova il regno ottomano in Ucraina (Ucraina ottomana) che comprendeva città come Bratslav, Kamianets-Podilskyi e Terebovlia e il confine del fiume sul Dnepr con la Moscovia.

L'Ucraina ottomana (in ucraino Османська Україна?), Khan ucraino (in ucraino Ханська Україна?), o Hanshchyna (in ucraino Ганьщина?) è un termine storico per indicare la riva destra ucraina (così come le regioni meridionali del Voivodato di Kiev) noto anche con il nome turco Yedisan. I primi documenti menzionati risalgono al 1737, quando l'agente segreto russo Lupul esortava ad attaccare l'Ucraina ottomana.

## Storia
Ufficialmente, il territorio apparteneva al Khanato di Crimea sin dagli anni '20 del Cinquecento. Il territorio apparve come conseguenza del Trattato di Andrusovo del 1667, che divideva l'Etmanato cosacco, senza considerare la popolazione locale tra la Corona polacca e la Moscovia. Dal 1669, le autorità ottomane concessero il protettorato alla statualità cosacca a ovest del Dnepr e la designarono in un sangiaccato separato che era guidato dal cosacco Hetman Petro Doroshenko. Fu confermato dal Trattato di Bučač nel 1672.
Il territorio era delimitato a ovest dall'Eyalet di Podolia e a sud dall'Eyalet di Silistra. Con l'aiuto di Petro Doroshenko, gli ottomani furono in grado di occupare Podolie e fondare la sua provincia nel 1672. Nel 1676 il nuovo re di Polonia, Jan III Sobieski, riuscì a recuperare alcuni dei territori perduti dell'Ucraina e cessò di pagare un tributo dopo aver firmato il trattato di Żurawno. Sempre nel 1676, Ivan Samoylovych, insieme al boiardo Grigory Romodanovsky, condusse una campagna di successo contro Doroshenko costringendolo alla resa e occupando la capitale cosacca, Čyhyryn. Tra il 1677 e il 1678 un potente esercito di Ibrahim Pasha combatté per il controllo di Čyhyryn (vedi Guerra russo-turca del 1676-1681). Alla fine, l'esercito del Gran Visir Kara Mustafa Pasha riuscì a prendere il controllo di Čyhyryn, nel 1678. La città di Nemyriv divenne la residenza di Hetman tra il 1670 e il 1699.
Dopo il Trattato di Bachčysaraj del 1681, l'Ucraina ottomana passò sotto il governo della Moldavia del gospodaro Gheorghe Duca.
Nel 1685, il re di Polonia fece rivivere alcune libertà cosacche nella riva destra dell'Ucraina e firmò il Trattato della Pace Eterna del 1686, con la Moscovia che si assicurava un'alleanza contro l'Impero ottomano.

## Sanjak-bey
- 1669 – 1676 Petro Doroshenko
- 1678 – 1681 Yuriy Khmelnytsky
- 1681 – 1684 George Ducas
- 1684 – 1685 Teodor Sulymenko
- 1685 – 1685 Yakym Samchenko
- 1685 – 1685 Yuriy Khmelnytsky
- 1685 – 1695 Stepan Lozynsky
- 1695 – 1698 Ivan Bahaty
- 1698 – 1699 Petro Ivanenko

La maggior parte dell'Ucraina ottomana divenne parte dell’indipendente Khanato di Crimea (sotto il protettorato dell'Impero russo) nel 1774 ad eccezione della regione di Ochakiv che rimase parte dell'Impero ottomano.